# Magasin de Saint-Fons
Le magasin de Saint-Fons était un ouvrage militaire destiné au stockage de la poudre, gargousses et munitions pour alimenter les différents ouvrages fortifiés de la deuxième ceinture de Lyon. Il est situé au sud de la place de Lyon.

## Histoire
Le magasin-caverne comportait un lieu de stockage extérieur, pour les pièces de munition vides, l'autre étant sous la colline adossant l'ouvrage : elle abrite un magasin à poudre, un dépôt de gargousses, des munitions chargées, deux magasins de détonateurs et deux ateliers de chargement.

## Aujourd'hui
Devenu propriété de la mairie de Saint-Fons, le magasin à poudre est transformé en boulodrome.